# Bring Me the Head of Alfredo Garcia
Bring Me the Head of Alfredo Garcia is een Amerikaans-Mexicaanse western uit 1974 onder regie van Sam Peckinpah.

## Verhaal
De dochter van een Mexicaans grootgrondbezitter wordt zwanger van een zekere Alfredo Garcia. Haar vader zet daarom een prijs op het hoofd van de man. De Amerikaanse barpianist Bennie en zijn liefje Elita stellen alles in het werk om hem op te sporen.

## Rolverdeling
| Acteur             | Personage |
| ------------------ | --------- |
| Warren Oates       | Bennie    |
| Isela Vega         | Elita     |
| Gig Young          | Quill     |
| Robert Webber      | Sappensly |
| Helmut Dantine     | Max       |
| Kris Kristofferson | Paco      |
| Chano Urueta       | Manchot   |
| Emilio Fernández   | El Jefe   |